# Informationszentrum Brandenburger Tor

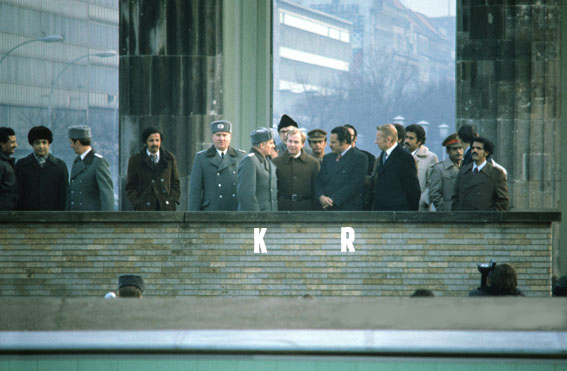
Die Aussichtsplattform für Regierungsgäste der DDR am 12. Januar 1978. Auf der Tribüne eine Regierungsdelegation der Demokratischen Volksrepublik Jemen mit Regierungschef Ali Nasir Muhammad (R) und dem stellvertretenden NVA-Stadtkommandanten von Berlin, Oberst Walter (K). Links neben Walter der Kommandeur des Informationspunktes, Oberstleutnant Günter Ganßauge. Rechts neben Muhammad der stellvertretende Vorsitzende des Ministerrats der DDR, Wolfgang Rauchfuß

Das Informationszentrum Brandenburger Tor war eine Dienststelle der Grenztruppen der DDR in Ost-Berlin.

## Beschreibung
Die Mitarbeiter des Informationszentrums hatten die Aufgabe, Staatsbesucher der DDR über die Berliner Mauer aus der Sicht der DDR zu informieren. Dies geschah in einem der Torhäuser mittels einer bebilderten Ausstellung.
Höhepunkt eines solchen Informationsbesuches am Brandenburger Tor war der Gang durch das Tor zur auf der Westseite des Tores gelegenen Besucherplattform.
Von hier aus hatten die Staatsgäste einen Blick auf die Berliner Mauer und nach West-Berlin, der ihnen meistens durch den Berliner NVA-Stadtkommandanten oder seinen Stellvertreter sowie den Kommandeur des Informationspunktes der Staatsdoktrin entsprechend erklärt wurde. Während des Bestehens von 1961 bis 1989 besuchten etwa 30.000 Personen das Informationszentrum. Von 1961 bis 1984 war Günter Ganßauge Kommandeur des Informationszentrums.